# Élections présidentielles sous la Cinquième République dans la Mayenne
Depuis l'adoption de la Constitution de la Cinquième République française en 1958, dix élections présidentielles ont eu lieu afin d'élire le président de la République. Cette page présente les résultats de ces élections dans la Mayenne. En 2017, Emmanuel Macron obtient 6 points de plus qu'au niveau national.

## Synthèse des résultats du second tour
Conservateur, la Mayenne vote traditionnellement plus à droite que la France. C'est en particulier le cas en 1981, 1988 et 2012 où le département a placé en tête respectivement Valéry Giscard d'Estaing (60,06 %), Jacques Chirac (51,77 %) et Nicolas Sarkozy (53,07 %) alors qu'au niveau national ont été élus François Mitterrand (51,76 % et 54,02 %) et François Hollande (51,64 %).
| année | Répartition des exprimés | Répartition des exprimés | Participation (% des inscrits) | Blancs ou nuls (% des votants) |

| 2022 | Emmanuel Macron (64,21 %) (France : 58,55 %) | Marine Le Pen (35,79 %) (France : 41,45 %) | 77,30 % (France : 71,99 %) | 8,35 % (France : 6,23 %) |

| 2017 | Emmanuel Macron (72,02 %) (France : 66,10 %) | Marine Le Pen (27,98 %) (France : 33,90 %) | 79,21 % (France : 77,77 %) | 2,57 % (France : 2,47 %) |

| 2012 | François Hollande (46,93 %) (France : 51,64 %) | Nicolas Sarkozy (53,07 %) (France : 48,36 %) | 84,41 % (France : 80,35 %) | 2,51 % (France : 5,82 %) |

| 2007 | Nicolas Sarkozy (55,45 %) (France : 53,06 %) | Ségolène Royal (44,55 %) (France : 46,94 %) | 87,33 % (France : 83,97 %) | 1,89 % (France : 4,20 %) |

| 2002 | Jacques Chirac (88,59 %) (France : 82,21 %) | J.-M. Le Pen (11,41 %) (France : 17,79 %) | 74,82 % (France : 79,71 %) | 5,2 % (France : 3,38 %) |

| 1995 | Jacques Chirac (59,49 %) (France : 52,64 %) | Lionel Jospin (40,51 %) (France : 47,36 %) | 83,31 % (France : 78,38 %) | 3,89 % (France : 2,81 %) |

| 1988 | François Mitterrand (48,23 %) (France : 54,02 %) | Jacques Chirac (51,77 %) (France : 45,98 % %) | 85,28 % (France : 81,35 %) | 3,08 % (France : 2,00 %) |

| 1981 | François Mitterrand (39,94 %) (France : 51,76 %) | Valéry Giscard d'Estaing (60,06 %) (France : 48,24 %) | 85,19 % (France : 81,09 %) | 1,94 % (France : 1,62 %) |

| 1974 | Valéry Giscard d'Estaing (66,98 %) (France : 50,81 %) | François Mitterrand (33,02 %) (France : 49,19 %) | 87,41 % (France : 84,23 %) | 1,33 % (France : 0,92 %) |

| 1969 | Georges Pompidou (62,6 %) (France : 58,21 %) | Alain Poher (37,4 %) (France : 41,79 %) | 82,68 % (France : 77,59 %) | 1,97 % (France : 1,29 %) |

| 1965 | Charles de Gaulle (69,82 %) (France : 55,20 %) | François Mitterrand (30,18 %) (France : 44,80 %) | 88,66 % (France : 84,75 %) | 1,52 % (France : 1,01 %) |

|  | ▲ |

## Résultats détaillés par scrutin

### 2022
Arrivé en tête du premier tour, le président sortant Emmanuel Macron (27,85 %) affronte Marine Le Pen (23,15 %), un duel identique à celui du scrutin de 2017. C'est la deuxième fois qu'un second tour opposant les mêmes candidats à deux scrutins présidentiels consécutifs a lieu après ceux où se sont affrontés Valéry Giscard d'Estaing et François Mitterrand en 1974 et 1981.
En troisième position avec 21,95 % des voix, Jean-Luc Mélenchon réalise le score le plus élevé de ses trois candidatures et arrive largement en tête de la gauche, mais échoue à accéder au second tour, avec environ 400 000 voix de moins que Marine Le Pen.
Une nouvelle fois, les partis politiques traditionnels sont absents du second tour, dans des proportions encore plus importantes que lors de la précédente élection. Le Parti socialiste et Les Républicains, représentés respectivement par Anne Hidalgo et Valérie Pécresse, s'effondrent avec des scores historiquement faibles et n'atteignent pas le seuil des 5 %, condition permettant d'être remboursé des frais de campagne.
Pour la première fois, les candidatures classées à l'extrême droite dépassent le seuil de 30 % des suffrages exprimés au premier tour tandis que les sondages d'opinion laissent annoncer un duel serré face au président sortant, la possibilité d'une victoire pour Marine Le Pen étant pour la première fois envisagée par ceux-ci.
Le second tour voit Emmanuel Macron l'emporter par 58,55 % des suffrages exprimés, permettant ainsi au président sortant d'entamer un second mandat. Le septennat ayant été aboli en 2000, il devient ainsi le premier président de la République française à être réélu pour un deuxième quinquennat, le deuxième président de la Cinquième République réélu hors période de cohabitation et le quatrième président de la Cinquième République réélu.
Dans la Mayenne,Emmanuel Macron arrive en tête du premier tour avec 36,40% des exprimés, suivi de Marine Le Pen (22,39%),, Jean-Luc Mélenchon (15,34%) et Valérie Pécresse (5,53 %). Au second tour, les électeurs ont voté à 64,21% pour Emmanuel Macron contre 35,79% pour Marine Le Pen avec un taux de participation de 77,30 % des inscrits
| Candidats                | Candidats                | Partis                   | Premier tour | Premier tour | Second tour | Second tour |
| Candidats                | Candidats                | Partis                   | Voix         | %            | Voix        | %           |
| ------------------------ | ------------------------ | ------------------------ | ------------ | ------------ | ----------- | ----------- |
|                          | Emmanuel Macron          | LREM                     | 60 755       | 36,40        | 102 263     | 64,21       |
|                          | Marine Le Pen            | RN                       | 37 376       | 22,39        | 57 006      | 35,79       |
|                          | Jean-Luc Mélenchon       | LFI                      | 25 608       | 15,34        |             |             |
|                          | Valérie Pécresse         | LR                       | 9 236        | 5,53         |             |             |
|                          | Éric Zemmour             | REC                      | 8 042        | 4,82         |             |             |
|                          | Yannick Jadot            | EELV                     | 7 934        | 4,75         |             |             |
|                          | Jean Lassalle            | RES                      | 4 673        | 2,80         |             |             |
|                          | Nicolas Dupont-Aignan    | DLF                      | 3 858        | 2,31         |             |             |
|                          | Anne Hidalgo             | PS                       | 3 468        | 2,08         |             |             |
|                          | Fabien Roussel           | PCF                      | 3 313        | 1,98         |             |             |
|                          | Philippe Poutou          | NPA                      | 1 372        | 0,82         |             |             |
|                          | Nathalie Arthaud         | LO                       | 1 273        | 0,76         |             |             |
|                          |                          |                          |              |              |             |             |
| Votes valides            | Votes valides            | Votes valides            | 166 908      | 74,27        | 159 269     | 91,65       |
| Votes blancs             | Votes blancs             | Votes blancs             | 3 483        | 2,03         | 10 441      | 6,01        |
| Votes nuls               | Votes nuls               | Votes nuls               | 1 519        | 0,88         | 4 074       | 2,34        |
| Total                    | Total                    | Total                    | 171 910      | 100          | 173 784     | 100         |
| Abstention               | Abstention               | Abstention               | 52 812       | 23,50        | 51 035      | 22,70       |
| Inscrits / participation | Inscrits / participation | Inscrits / participation | 224 722      | 76,50        | 224 819     | 77,30       |

### 2017
Le premier tour de l'élection présidentielle de 2017 voit s'affronter onze candidats. Emmanuel Macron arrive en tête devant Marine Le Pen et tous deux se qualifient pour le second tour. Néanmoins, avec François Fillon et Jean-Luc Mélenchon, les scores des quatre candidats ayant recueilli le plus de voix sont serrés (4,43 points entre le 1er et le 4e). Pour la première fois, aucun des candidats des deux partis politiques pourvoyeurs jusque-là des présidents de la Ve République, n'est présent au second tour. Celui-ci se tient le dimanche 7 mai et se solde par la victoire d'Emmanuel Macron, avec un total de 20 753 798 bulletins de vote en sa faveur, soit 66,10 % des suffrages exprimés, face à la candidate du Front national, qui recueille 33,90 %. Le scrutin est néanmoins marqué par une forte abstention et par un record de votes blancs ou nuls.
Dans la Mayenne, François Fillon arrive en tête du premier tour avec 27,06 % des exprimés, suivi de Emmanuel Macron (26,04 %), Marine Le Pen (16,9 %), Jean-Luc Mélenchon (14,87 %) et Benoît Hamon (5,69 %). Au second tour, les électeurs ont voté à 72,02 % pour Emmanuel Macron contre 27,98 % pour Marine Le Pen avec un taux de participation de 79,21 % des inscrits.
|             | LR          | François Fillon       | 48 772  | 27,06 %    |         |            |  |  |
|             | EM          | Emmanuel Macron       | 46 938  | 26,04 %    | 112 192 | 72,02 %    |  |  |
|             | FN          | Marine Le Pen         | 30 465  | 16,9 %     | 43 581  | 27,98 %    |  |  |
|             | LFi         | Jean-Luc Mélenchon    | 26 798  | 14,87 %    |         |            |  |  |
|             | PS          | Benoît Hamon          | 10 247  | 5,69 %     |         |            |  |  |
|             | DlF         | Nicolas Dupont-Aignan | 10 107  | 5,61 %     |         |            |  |  |
|             | NPA         | Philippe Poutou       | 2 242   | 1,24 %     |         |            |  |  |
|             | LO          | Nathalie Arthaud      | 1 627   | 0,9 %      |         |            |  |  |
|             | RES         | Jean Lassalle         | 1 525   | 0,85 %     |         |            |  |  |
|             | UPR         | François Asselineau   | 1 182   | 0,66 %     |         |            |  |  |
|             | SeP         | Jacques Cheminade     | 329     | 0,18 %     |         |            |  |  |
|             |             |                       |         |            |         |            |  |  |
|             |             |                       | Nombre  | % inscrits | Nombre  | % inscrits |  |  |
| Inscrits    | Inscrits    | Inscrits              | 222 325 |            | 222 338 |            |  |  |
| Abstentions | Abstentions | Abstentions           | 36 392  | 16,37 %    | 46 235  | 20,79 %    |  |  |
| Votants     | Votants     | Votants               | 185 933 | 83,63 %    | 176 103 | 79,21 %    |  |  |
|             |             |                       |         |            |         |            |  |  |
|             |             |                       |         | % votants  |         | % votants  |  |  |
| Blancs      | Blancs      | Blancs                | 4 111   | 1,85 %     | 14 820  | 6,67 %     |  |  |
| Nuls        | Nuls        | Nuls                  | 1 590   | 0,72 %     | 5 510   | 2,48 %     |  |  |
| Exprimés    | Exprimés    | Exprimés              | 180 232 | 81,07 %    | 155 773 | 70,06 %    |  |  |

### 2012
Hollande, désigné par le PS à la suite d'une primaire ouverte, devance Sarkozy dès le premier tour de l'élection présidentielle de 2012 : c'est la première fois qu'un président sortant est ainsi devancé. Au second tour, Sarkozy est battu mais par un écart plus faible qu'attendu.
Dans la Mayenne, Nicolas Sarkozy arrive en tête du premier tour avec 30,69 % des exprimés, suivi de François Hollande (25,87 %), Marine Le Pen (14,77 %), François Bayrou (13,78 %) et Jean-Luc Mélenchon (8,3 %). Au second tour, les électeurs ont voté à 46,93 % pour François Hollande contre 53,07 % pour Nicolas Sarkozy avec un taux de participation de 84 % des inscrits.
|                | UMP            | Nicolas Sarkozy       | 55 945  | 30,69 %    | 92 647  | 53,07 %    |  |  |
|                | PS             | François Hollande     | 47 146  | 25,87 %    | 81 922  | 46,93 %    |  |  |
|                | FN             | Marine Le Pen         | 26 930  | 14,77 %    |         |            |  |  |
|                | MoDem          | François Bayrou       | 25 118  | 13,78 %    |         |            |  |  |
|                | FG             | Jean-Luc Mélenchon    | 15 136  | 8,3 %      |         |            |  |  |
|                | DLF            | Nicolas Dupont-Aignan | 3 897   | 2,14 %     |         |            |  |  |
|                | EELV           | Éva Joly              | 3 864   | 2,12 %     |         |            |  |  |
|                | NPA            | Philippe Poutou       | 2 392   | 1,31 %     |         |            |  |  |
|                | LO             | Nathalie Arthaud      | 1 415   | 0,78 %     |         |            |  |  |
|                | S&P            | Jacques Cheminade     | 428     | 0,23 %     |         |            |  |  |
|                |                |                       |         |            |         |            |  |  |
|                |                |                       | Nombre  | % inscrits | Nombre  | % inscrits |  |  |
| Inscrits       | Inscrits       | Inscrits              | 221 493 |            | 221 494 |            |  |  |
| Abstentions    | Abstentions    | Abstentions           | 34 521  | 15,59 %    | 35 431  | 16 %       |  |  |
| Votants        | Votants        | Votants               | 186 972 | 84,41 %    | 186 063 | 84 %       |  |  |
|                |                |                       |         |            |         |            |  |  |
|                |                |                       |         | % votants  |         | % votants  |  |  |
| Blancs ou nuls | Blancs ou nuls | Blancs ou nuls        | 4 701   | 2,51 %     | 11 494  | 6,18 %     |  |  |
| Exprimés       | Exprimés       | Exprimés              | 182 271 | 97,49 %    | 174 569 | 97,49 %    |  |  |

### 2007
Au premier tour de l'élection présidentielle de 2007, Sarkozy réussit à capter une partie des voix de Le Pen et arrive largement en tête. Royal est la première femme qualifiée pour le second tour d'une élection présidentielle. Elle est battue avec une avance de 6 points.
Dans la Mayenne, Nicolas Sarkozy arrive en tête du premier tour avec 32,12 % des exprimés, suivi de François Bayrou (23,59 %), Ségolène Royal (22,63 %), Jean-Marie Le Pen (7,56 %) et Olivier Besancenot (4,11 %). Au second tour, les électeurs ont voté à 55,45 % pour Nicolas Sarkozy contre 44,55 % pour Ségolène Royal avec un taux de participation de 86,6 % des inscrits.
|                | UMP            | Nicolas Sarkozy      | 60 553  | 32,12 %    | 100 844 | 55,45 %    |  |  |
|                | UDF            | François Bayrou      | 44 476  | 23,59 %    |         |            |  |  |
|                | PS             | Ségolène Royal       | 42 659  | 22,63 %    | 81 013  | 44,55 %    |  |  |
|                | FN             | Jean-Marie Le Pen    | 14 256  | 7,56 %     |         |            |  |  |
|                | LCR            | Olivier Besancenot   | 7 755   | 4,11 %     |         |            |  |  |
|                | MPF            | Philippe de Villiers | 6 023   | 3,19 %     |         |            |  |  |
|                | Les Verts      | Dominique Voynet     | 3 551   | 1,88 %     |         |            |  |  |
|                | SE             | José Bové            | 2 498   | 1,33 %     |         |            |  |  |
|                | LO             | Arlette Laguiller    | 2 391   | 1,27 %     |         |            |  |  |
|                | CPNT           | Frédéric Nihous      | 2 177   | 1,15 %     |         |            |  |  |
|                | GPA            | Marie-George Buffet  | 1 678   | 0,89 %     |         |            |  |  |
|                | CNRSP          | Gérard Schivardi     | 508     | 0,27 %     |         |            |  |  |
|                |                |                      |         |            |         |            |  |  |
|                |                |                      | Nombre  | % inscrits | Nombre  | % inscrits |  |  |
| Inscrits       | Inscrits       | Inscrits             | 220 022 |            | 219 951 |            |  |  |
| Abstentions    | Abstentions    | Abstentions          | 27 871  | 12,67 %    | 29 479  | 13,4 %     |  |  |
| Votants        | Votants        | Votants              | 192 151 | 87,33 %    | 190 472 | 86,6 %     |  |  |
|                |                |                      |         |            |         |            |  |  |
|                |                |                      |         | % votants  |         | % votants  |  |  |
| Blancs ou nuls | Blancs ou nuls | Blancs ou nuls       | 3 626   | 1,89 %     | 8 615   | 4,52 %     |  |  |
| Exprimés       | Exprimés       | Exprimés             | 188 525 | 98,11 %    | 181 857 | 95,48 %    |  |  |

### 2002
Après cinq années de cohabitation, un duel est attendu entre Chirac et le Premier ministre Jospin lors de l'élection présidentielle de 2002, mais, à la surprise générale, ce dernier est devancé par Le Pen au premier tour. Au second tour, Chirac bénéficie du ralliement de la gauche et reçoit un score sans précédent. Il s'agit de la première élection pour un mandat de cinq ans et non plus sept.
Dans la Mayenne, Jacques  Chirac arrive en tête du premier tour avec 25,82 % des exprimés, suivi de Lionel  Jospin (14,4 %), Jean-Marie  Le Pen (11,87 %), François Bayrou (8,43 %) et Noel  Mamere (5,72 %). Au second tour, les électeurs ont voté à 88,59 % pour Jacques  Chirac contre 11,41 % pour Jean-Marie  Le Pen avec un taux de participation de 82,57 % des inscrits.
|                | RPR            | Jacques Chirac          | 39 198  | 25,82 %    | 148 982 | 88,59 %    |  |  |
|                | PS             | Lionel Jospin           | 21 860  | 14,4 %     |         |            |  |  |
|                | FN             | Jean-Marie Le Pen       | 18 020  | 11,87 %    | 19 191  | 11,41 %    |  |  |
|                | UDF            | François Bayrou         | 12 792  | 8,43 %     |         |            |  |  |
|                | Les Verts      | Noël Mamère             | 8 676   | 5,72 %     |         |            |  |  |
|                | LO             | Arlette Laguiller       | 8 344   | 5,5 %      |         |            |  |  |
|                | LCR            | Olivier Besancenot      | 8 047   | 5,3 %      |         |            |  |  |
|                | DL             | Alain Madelin           | 7 377   | 4,86 %     |         |            |  |  |
|                | MC             | Jean-Pierre Chevènement | 5 965   | 3,93 %     |         |            |  |  |
|                | CPNT           | Jean Saint-Josse        | 5 758   | 3,79 %     |         |            |  |  |
|                | FRS            | Christine Boutin        | 3 939   | 2,59 %     |         |            |  |  |
|                | Cap21          | Corinne Lepage          | 3 364   | 2,22 %     |         |            |  |  |
|                | PRG            | Christiane Taubira      | 2 804   | 1,85 %     |         |            |  |  |
|                | MNR            | Bruno Mégret            | 2 427   | 1,6 %      |         |            |  |  |
|                | PC             | Robert Hue              | 2 368   | 1,56 %     |         |            |  |  |
|                | PT             | Daniel Gluckstein       | 861     | 0,57 %     |         |            |  |  |
|                |                |                         |         |            |         |            |  |  |
|                |                |                         | Nombre  | % inscrits | Nombre  | % inscrits |  |  |
| Inscrits       | Inscrits       | Inscrits                | 214 016 |            | 214 052 |            |  |  |
| Abstentions    | Abstentions    | Abstentions             | 53 885  | 25,18 %    | 37 300  | 17,43 %    |  |  |
| Votants        | Votants        | Votants                 | 160 131 | 74,82 %    | 176 752 | 82,57 %    |  |  |
|                |                |                         |         |            |         |            |  |  |
|                |                |                         |         | % votants  |         | % votants  |  |  |
| Blancs ou nuls | Blancs ou nuls | Blancs ou nuls          | 8 331   | 5,2 %      | 8 579   | 4,85 %     |  |  |
| Exprimés       | Exprimés       | Exprimés                | 151 800 | 94,8 %     | 168 173 | 95,15 %    |  |  |

### 1995
Après une nouvelle cohabitation et alors que la droite est particulièrement divisée entre Chirac et le Premier ministre Balladur, Jospin réussit à arriver en tête au premier tour de l'élection présidentielle de 1995, malgré la très lourde défaite de la gauche aux législatives de 1993. Au second tour, il est battu par Chirac.
Dans la Mayenne, Édouard Balladur arrive en tête du premier tour avec 26,76 % des exprimés, suivi de Jacques Chirac (23,66 %), Lionel Jospin (19,74 %), Jean-Marie Le Pen (9,47 %) et Philippe de Villiers (6,43 %). Au second tour, les électeurs ont voté à 59,49 % pour Jacques Chirac contre 40,51 % pour Lionel Jospin avec un taux de participation de 82,17 % des inscrits.
|                | RPR            | Édouard Balladur     | 44 224  | 26,76 %    |         |            |  |  |
|                | RPR            | Jacques Chirac       | 39 104  | 23,66 %    | 95 580  | 59,49 %    |  |  |
|                | PS             | Lionel Jospin        | 32 615  | 19,74 %    | 65 081  | 40,51 %    |  |  |
|                | FN             | Jean-Marie Le Pen    | 15 645  | 9,47 %     |         |            |  |  |
|                | MPF            | Philippe de Villiers | 10 628  | 6,43 %     |         |            |  |  |
|                | LO             | Arlette Laguiller    | 8 513   | 5,15 %     |         |            |  |  |
|                | PC             | Robert Hue           | 7 789   | 4,71 %     |         |            |  |  |
|                | Les Verts      | Dominique Voynet     | 6 210   | 3,76 %     |         |            |  |  |
|                | S&P            | Jacques Cheminade    | 529     | 0,32 %     |         |            |  |  |
|                |                |                      |         |            |         |            |  |  |
|                |                |                      | Nombre  | % inscrits | Nombre  | % inscrits |  |  |
| Inscrits       | Inscrits       | Inscrits             | 206 397 |            | 206 353 |            |  |  |
| Abstentions    | Abstentions    | Abstentions          | 34 445  | 16,69 %    | 36 794  | 17,83 %    |  |  |
| Votants        | Votants        | Votants              | 171 952 | 83,31 %    | 169 559 | 82,17 %    |  |  |
|                |                |                      |         |            |         |            |  |  |
|                |                |                      |         | % votants  |         | % votants  |  |  |
| Blancs ou nuls | Blancs ou nuls | Blancs ou nuls       | 6 695   | 3,89 %     | 8 898   | 5,25 %     |  |  |
| Exprimés       | Exprimés       | Exprimés             | 165 257 | 96,11 %    | 160 661 | 94,75 %    |  |  |

### 1988
Après deux ans de cohabitation, Mitterrand affronte le Premier ministre Chirac lors de l'élection présidentielle de 1988. Le Pen obtient au premier tour un score jusque-là sans précédent pour un parti d'extrême droite. Au second tour, Mitterrand est facilement réélu.
Dans la Mayenne, François Mitterrand arrive en tête du premier tour avec 33,64 % des exprimés, suivi de Jacques Chirac (24,13 %), Raymond Barre (23,41 %), Jean-Marie Le Pen (8,21 %) et Antoine Waechter (4,06 %). Au second tour, les électeurs ont voté à 51,77 % pour Jacques Chirac contre 48,23 % pour François Mitterrand avec un taux de participation de 87,25 % des inscrits.
|                | PS                    | François Mitterrand | 54 702  | 33,64 %    | 79 839  | 48,23 %    |  |  |
|                | RPR                   | Jacques Chirac      | 39 235  | 24,13 %    | 85 712  | 51,77 %    |  |  |
|                | SE                    | Raymond Barre       | 38 063  | 23,41 %    |         |            |  |  |
|                | FN                    | Jean-Marie Le Pen   | 13 346  | 8,21 %     |         |            |  |  |
|                | Les Verts             | Antoine Waechter    | 6 604   | 4,06 %     |         |            |  |  |
|                | LO                    | Arlette Laguiller   | 3 711   | 2,28 %     |         |            |  |  |
|                | PC                    | André Lajoinie      | 3 555   | 2,19 %     |         |            |  |  |
|                | Communiste rénovateur | Pierre Juquin       | 2 551   | 1,57 %     |         |            |  |  |
|                | MPT                   | Pierre Boussel      | 841     | 0,52 %     |         |            |  |  |
|                |                       |                     |         |            |         |            |  |  |
|                |                       |                     | Nombre  | % inscrits | Nombre  | % inscrits |  |  |
| Inscrits       | Inscrits              | Inscrits            | 196 728 |            | 196 587 |            |  |  |
| Abstentions    | Abstentions           | Abstentions         | 28 949  | 14,72 %    | 25 074  | 12,75 %    |  |  |
| Votants        | Votants               | Votants             | 167 779 | 85,28 %    | 171 513 | 87,25 %    |  |  |
|                |                       |                     |         |            |         |            |  |  |
|                |                       |                     |         | % votants  |         | % votants  |  |  |
| Blancs ou nuls | Blancs ou nuls        | Blancs ou nuls      | 5 171   | 3,08 %     | 5 962   | 3,48 %     |  |  |
| Exprimés       | Exprimés              | Exprimés            | 162 608 | 96,92 %    | 165 551 | 96,52 %    |  |  |

### 1981
Lors de l'élection présidentielle de 1981, Giscard d'Estaing arrive en tête au premier tour et affronte, comme la fois précédente, Mitterrand. Pour la première fois, un président sortant est battu : Mitterrand devient le premier président de gauche de la Ve République.
Dans la Mayenne, Valéry Giscard d'Estaing arrive en tête du premier tour avec 36,28 % des exprimés, suivi de Jacques Chirac (23,7 %), François Mitterrand (22,85 %), Georges Marchais (5,28 %) et Brice Lalonde (3,8 %). Au second tour, les électeurs ont voté à 66,98 % pour Valéry Giscard d'Estaing contre 39,94 % pour François Mitterrand avec un taux de participation de 88,42 % des inscrits.
|                | UDF            | Valéry Giscard d'Estaing | 56 969  | 36,28 %    | 96 686  | 60,06 %    |  |  |
|                | RPR            | Jacques Chirac           | 37 215  | 23,7 %     |         |            |  |  |
|                | PS             | François Mitterrand      | 35 884  | 22,85 %    | 64 293  | 39,94 %    |  |  |
|                | PC             | Georges Marchais         | 8 285   | 5,28 %     |         |            |  |  |
|                | MEP            | Brice Lalonde            | 5 964   | 3,8 %      |         |            |  |  |
|                | LO             | Arlette Laguiller        | 3 996   | 2,54 %     |         |            |  |  |
|                | MRG            | Michel Crépeau           | 2 572   | 1,64 %     |         |            |  |  |
|                | Divers droite  | Michel Debré             | 2 538   | 1,62 %     |         |            |  |  |
|                | Divers droite  | Marie-France Garaud      | 1 936   | 1,23 %     |         |            |  |  |
|                | PSU            | Huguette Bouchardeau     | 1 659   | 1,06 %     |         |            |  |  |
|                |                |                          |         |            |         |            |  |  |
|                |                |                          | Nombre  | % inscrits | Nombre  | % inscrits |  |  |
| Inscrits       | Inscrits       | Inscrits                 | 187 956 |            | 188 047 |            |  |  |
| Abstentions    | Abstentions    | Abstentions              | 27 829  | 14,81 %    | 21 785  | 11,58 %    |  |  |
| Votants        | Votants        | Votants                  | 160 127 | 85,19 %    | 166 262 | 88,42 %    |  |  |
|                |                |                          |         |            |         |            |  |  |
|                |                |                          |         | % votants  |         | % votants  |  |  |
| Blancs ou nuls | Blancs ou nuls | Blancs ou nuls           | 3 109   | 1,94 %     | 5 283   | 3,18 %     |  |  |
| Exprimés       | Exprimés       | Exprimés                 | 157 018 | 98,06 %    | 160 979 | 96,82 %    |  |  |

### 1974
L'élection présidentielle de 1974 est une élection anticipée à la suite de la mort de Pompidou. Mitterrand, candidat unique de la gauche, est largement en tête au premier tour devant Giscard d'Estaing, qui distance lui-même Chaban-Delmas. Au terme d'une campagne animée, marquée par un débat télévisé tendu, Giscard d'Estaing l'emporte avec une très courte avance.
Dans la Mayenne, Valéry Giscard d'Estaing arrive en tête du premier tour avec 44,77 % des exprimés, suivi de François Mitterrand (28,65 %), Jacques Chaban-Delmas (15,46 %), Jean Royer (6,13 %) et Arlette Laguiller (2,37 %). Au second tour, les électeurs ont voté à 66,98 % pour Valéry Giscard d'Estaing contre 33,02 % pour François Mitterrand avec un taux de participation de 89,35 % des inscrits.
|                | RI             | Valéry Giscard d'Estaing | 61 910  | 44,77 %    | 94 541  | 66,98 %    |  |  |
|                | PS             | François Mitterrand      | 39 621  | 28,65 %    | 46 599  | 33,02 %    |  |  |
|                | UDR            | Jacques Chaban-Delmas    | 21 383  | 15,46 %    |         |            |  |  |
|                | SE             | Jean Royer               | 8 474   | 6,13 %     |         |            |  |  |
|                | LO             | Arlette Laguiller        | 3 273   | 2,37 %     |         |            |  |  |
|                | SE, écologiste | René Dumont              | 1 281   | 0,93 %     |         |            |  |  |
|                | FN             | Jean-Marie Le Pen        | 823     | 0,6 %      |         |            |  |  |
|                | MDSF           | Émile Muller             | 654     | 0,47 %     |         |            |  |  |
|                | FCR            | Alain Krivine            | 293     | 0,21 %     |         |            |  |  |
|                | NAR            | Bertrand Renouvin        | 288     | 0,21 %     |         |            |  |  |
|                | MFE            | Jean-Claude Sebag        | 213     | 0,15 %     |         |            |  |  |
|                |                |                          |         |            |         |            |  |  |
|                |                |                          | Nombre  | % inscrits | Nombre  | % inscrits |  |  |
| Inscrits       | Inscrits       | Inscrits                 | 160 351 |            | 160 337 |            |  |  |
| Abstentions    | Abstentions    | Abstentions              | 20 182  | 12,59 %    | 17 068  | 10,65 %    |  |  |
| Votants        | Votants        | Votants                  | 140 169 | 87,41 %    | 143 269 | 89,35 %    |  |  |
|                |                |                          |         |            |         |            |  |  |
|                |                |                          |         | % votants  |         | % votants  |  |  |
| Blancs ou nuls | Blancs ou nuls | Blancs ou nuls           | 1 871   | 1,33 %     | 2 129   | 1,49 %     |  |  |
| Exprimés       | Exprimés       | Exprimés                 | 138 298 | 98,67 %    | 141 140 | 98,51 %    |  |  |

### 1969
L'élection présidentielle de 1969 est une élection anticipée à la suite de la démission de De Gaulle. La gauche se lance désunie dans la course et, bien que Duclos (PCF) manque de le devancer, c'est le président par intérim Poher qui accède au second tour face à l'ex-Premier ministre Pompidou. Alors que Duclos refuse d'appeler à voter au second tour pour « bonnet blanc ou blanc bonnet », Pompidou est finalement largement élu.
Dans la Mayenne, Georges Pompidou arrive en tête du premier tour avec 53,83 % des exprimés, suivi de Alain Poher (28,66 %), Jacques Duclos (9,01 %), Gaston Defferre (3,56 %) et Michel Rocard (2,82 %). Au second tour, les électeurs ont voté à 62,6 % pour Georges Pompidou contre 37,4 % pour Alain Poher avec un taux de participation de 78,28 % des inscrits.
|                | UDR            | Georges Pompidou | 67 431  | 53,83 %    | 72 714  | 62,6 %     |  |  |
|                | CD             | Alain Poher      | 35 902  | 28,66 %    | 43 440  | 37,4 %     |  |  |
|                | PC             | Jacques Duclos   | 11 291  | 9,01 %     |         |            |  |  |
|                | SFIO           | Gaston Defferre  | 4 463   | 3,56 %     |         |            |  |  |
|                | PSU            | Michel Rocard    | 3 534   | 2,82 %     |         |            |  |  |
|                | SE             | Louis Ducatel    | 1 713   | 1,37 %     |         |            |  |  |
|                | LC             | Alain Krivine    | 943     | 0,75 %     |         |            |  |  |
|                |                |                  |         |            |         |            |  |  |
|                |                |                  | Nombre  | % inscrits | Nombre  | % inscrits |  |  |
| Inscrits       | Inscrits       | Inscrits         | 154 557 |            | 154 515 |            |  |  |
| Abstentions    | Abstentions    | Abstentions      | 26 762  | 17,32 %    | 33 560  | 21,72 %    |  |  |
| Votants        | Votants        | Votants          | 127 795 | 82,68 %    | 120 955 | 78,28 %    |  |  |
|                |                |                  |         |            |         |            |  |  |
|                |                |                  |         | % votants  |         | % votants  |  |  |
| Blancs ou nuls | Blancs ou nuls | Blancs ou nuls   | 2 518   | 1,97 %     | 4 801   | 3,97 %     |  |  |
| Exprimés       | Exprimés       | Exprimés         | 125 277 | 98,03 %    | 116 154 | 96,03 %    |  |  |

### 1965
L'élection présidentielle de 1965 est la première élection au suffrage universel direct à la suite du référendum d'octobre 1962. De Gaulle est mis en ballottage, à la surprise générale, par Mitterrand, candidat unique de la gauche. La campagne du second tour est axée sur l'Europe et les relations internationales ainsi que sur l'armement nucléaire. De Gaulle est finalement réélu avec une large avance.
Dans la Mayenne, Charles de Gaulle arrive en tête du premier tour avec 49,93 % des exprimés, suivi de Jean Lecanuet (28,17 %), François Mitterrand (15,31 %), Jean-Louis Tixier-Vignancour (3,77 %) et Pierre Marcilhacy (1,91 %). Au second tour, les électeurs ont voté à 69,82 % pour Charles de Gaulle contre 30,18 % pour François Mitterrand avec un taux de participation de 86,32 % des inscrits.
|                | UNR            | Charles de Gaulle            | 66 475  | 49,93 %    | 88 074  | 69,82 %    |  |  |
|                | MRP            | Jean Lecanuet                | 37 504  | 28,17 %    |         |            |  |  |
|                | CIR            | François Mitterrand          | 20 383  | 15,31 %    | 38 070  | 30,18 %    |  |  |
|                | SE             | Jean-Louis Tixier-Vignancour | 5 019   | 3,77 %     |         |            |  |  |
|                | PLE            | Pierre Marcilhacy            | 2 542   | 1,91 %     |         |            |  |  |
|                | SE             | Marcel Barbu                 | 1 203   | 0,9 %      |         |            |  |  |
|                |                |                              |         |            |         |            |  |  |
|                |                |                              | Nombre  | % inscrits | Nombre  | % inscrits |  |  |
| Inscrits       | Inscrits       | Inscrits                     | 152 468 |            | 152 638 |            |  |  |
| Abstentions    | Abstentions    | Abstentions                  | 17 290  | 11,34 %    | 20 878  | 13,68 %    |  |  |
| Votants        | Votants        | Votants                      | 135 178 | 88,66 %    | 131 760 | 86,32 %    |  |  |
|                |                |                              |         |            |         |            |  |  |
|                |                |                              |         | % votants  |         | % votants  |  |  |
| Blancs ou nuls | Blancs ou nuls | Blancs ou nuls               | 2 052   | 1,52 %     | 5 616   | 4,26 %     |  |  |
| Exprimés       | Exprimés       | Exprimés                     | 133 126 | 98,48 %    | 126 144 | 95,74 %    |  |  |